# Aiono Fanaafi Le Tagaloa

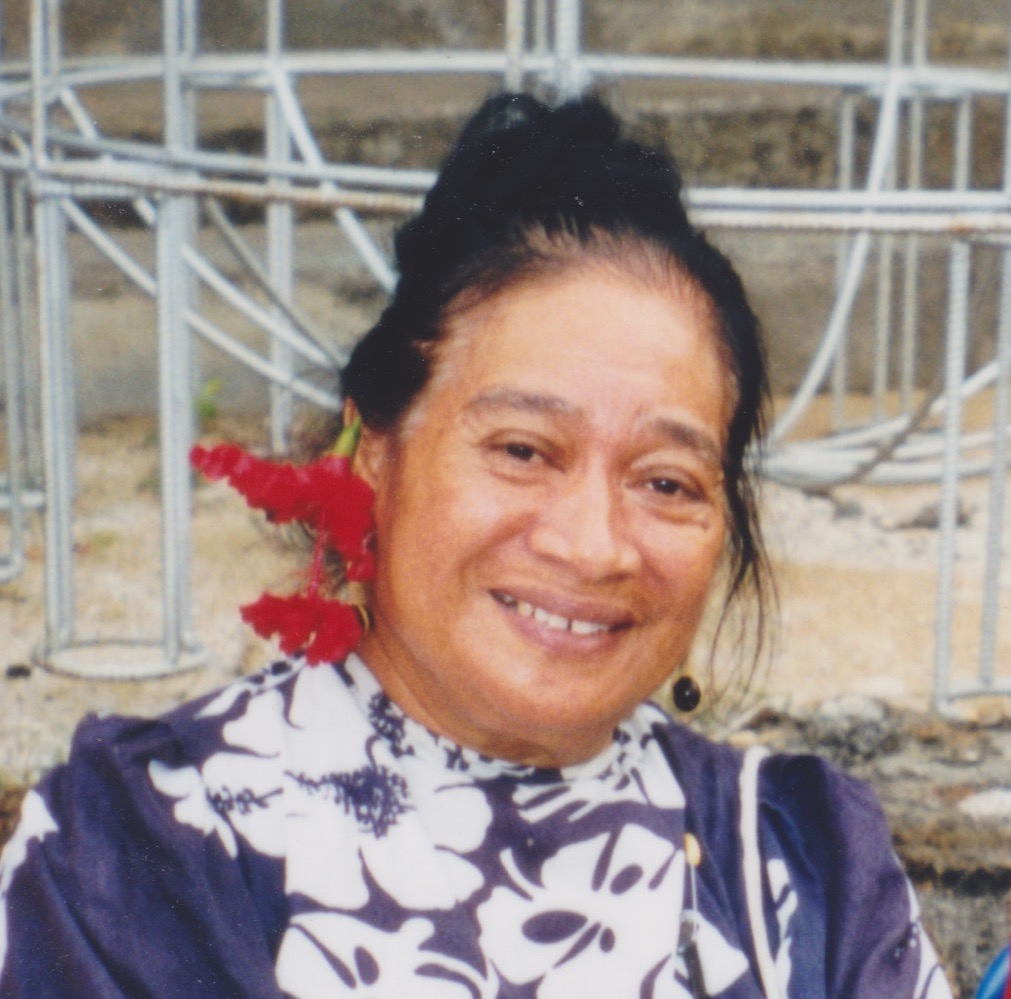
Aiono Fanaafi Le Tagaloa

Aiono Fanaafi Le Tagaloa OM (* 25. Juni 1932; † 14. August 2014) war eine Matai (Häuptling), Gelehrte, Historikerin und Professorin in Samoa. Als Autorität zu Samoas Kultur und Sprache war sie eine der gebildetsten  weiblichen matai mit einem PhD in educational philosophy und in applied linguistics der University of London.
Sie war eine der Mitbegründerinnen einer bi-kulturellen und bi-lingualen Ausbildung in Samoa, besonders während ihrer Amtszeit in den frühen 1960ern als Director of Education für die Regierung, in einer Zeit, in der das Land von der Kolonialherrschaft in die Unabhängigkeit überging. Sie hatte weitere bedeutende Ämter in Bezug auf Bildung in Samoa, inklusive einer Professur für Samoan Studies an der National University of Samoa, sowie des Principal (Schulleiterin) des Samoa Teacher’s College.
Außerdem war sie sehr politisch engagiert und Mitglied des Parlaments.
1997 gründete sie die Indigenous University of Samoa (Le Iunivesite o le Amosa o Savavau). An der Universität wird in Samoanisch unterrichtet und es werden Abschlüsse Bachelor of Arts und Master of Arts vergeben.
Aiono Fanaafi veröffentlichte zahlreiche und vielbeachtete Schriften über samoanische Geschichte, Landrechte, faʻamatai (HäuptlingsRegierung) und faʻa Samoa (socio-politische Themen), sowie die Rolle von Frauen und Kindern in den pazifischen Inseln.

## Leben

### Bildung
Aiono Fanaafi wurde in Samoa geboren und besuchte die Malifa Primary School in der Nähe von Apia auf der Insel Upolu. Mittelschule und Oberstufe (Grammar School) durchlief sie in Neuseeland. Später besuchte sie Ardmore Teachers’ College in Auckland, wo sie 1954 einen Abschluss machte. Sie erwarb ihren Bachelor of Arts 1957. Ihren Master of Arts erhielt sie an der Victoria University of Wellington. Ihre Thesis hat den Titel The Pattern of Education and the Factors Influencing that Development in the New Zealand Dependencies in the Pacific („Die Muster von Bildung und die Faktoren, welche diese Entwicklung in den Dependenzen Neuseelands im Pazifischen Raum beeinflussen“).
Ihre herausragenden akademischen Leistungen in Neuseeland erwarben ihr das prestigeträchtige MacKintosh Travelling Scholarship und sie wurde die erste Pazifische Insulanerin, der das Stipendium zuteilwurde. Das Stipendium erlaubte ihr zum Studim für die Doktorarbeit an die University of London zu gehen. 1960 erhielt sie dort ihren Doktor. Ihre Dissertation ist betitelt Bilingualism and its Socio-Economic and Philosophical Implications in a Society Forced to be Bilingual („Bilingualismus und seine sozio-ökonomischen und philosophischen Auswirkungen in einer Gesellschaft, die zur Bilingualität gezwungen ist“).

### Ämter
Nach ihrem Abschluss in London lehrte Aiono Fanaafi vier Jahre lang an der Victoria University in Neuseeland. 1965 wurde sie Principal des Samoa Teachers’ College. Kurzzeitig hatte sie den Posten eines Deputy Director of Education (Stellvertretende Direktorin für Bildung) für die Regierung von Samoa, bevor sie als Direktor berufen wurde (Dezember 1968 bis März 1975). Von 1976 bis 1981 arbeitete sie in derselben Rolle für die Congregational Christian Church of Samoa. Von 1982 bis 1985 war sie Vice-Chancellor der National University of Samoa.
1985 wurde sie Mitglied des Parlaments. Sie gehörte zunächst der Human Rights Protection Party (HRPP) an.

## Familie
Aiono Fanaafi war verheiratet mit Le Tagaloa Pita, einem High Chief von Sili auf Savaiʻi. Ihr Ehemann war ebenfalls Parlamentarier und Minister. Ihre Tochter Toʻotoʻoleaava Fanaafi Le Tagaloa ist eine Rechtsanwältin, Schriftstellerin und Leiterin der Samoan International Finance Authority.

## Ehrungen
2005 wurde Aiono Fanaafi zum Mitglied des Order of Merit of Samoa ernannt.

## Werke
- 1968 Curriculum Plan for the University of South Pacific, University of the South Pacific
- 1986 The Status and Roles of Females in Traditional and Modern Samoa (paper), UNESCO
- The Samoan Lady in Society and as a Healer (paper)
- The Economic Roles of Females in Samoan Society (paper)
- The Social Structure of the Samoan Village (paper)
- 1992 Culture and Democracy in the South Pacific, Institute of Pacific Studies, University of the South Pacific, ISBN 982-02-0079-2
- 1997 O le Faasinomaga : le tagata ma lona Faasinomaga, Lamepa Press, ISBN 982-355-002-6[8]